# Тур Азербайджана 2013
Tour d’Azerbaïdjan 2013 — многоэтапная велосипедная гонка категории 2.2 в рамках UCI Europe Tour, которая прошла в Азербайджане с 1 по 5 мая. Каждый день участники преодолевали новый этап гонки. Гонка прошла по 7 районам Азербайджана и финишировала в столице страны, Баку. Победителем стал украинский велогонщик Сергей Гречин.

## Об Азербайджане
Азербайджанская Республика — государство, расположенное в восточной части Закавказья. Граничит на севере с Россией, на северо-востоке с Грузией, на западе с Арменией, на юге с Турцией и Ираном. Азербайджан является самой большой и экономически развитой страной региона.
Баку — столица и одновременно самый крупный город Азербайджана. Другие крупные города, по которым пройдёт велогонка — Огуз, Шамаха, Мараза, Исмаиллы, Габала, Шеки.

## История велоспорта в Азербайджане

Баннер турнира на улицах Баку

История велосипедного движения в Азербайджане началась в 1930 году, так как именно в этом году первые велосипеды были привезены из России.
Изначально велосипед был популярен среди школьников и студентов, а в 40-е годы стал использоваться практически всем населением без исключения. В это же время были организованы первые любительские велосипедные гонки, проводившиеся каждые четыре года. А спустя ещё 10 лет в Азербайджане появились первые профессиональные гонщики — Сабзали Мусейибов и Гусейн Заргарли, которые впоследствии стали и первопроходцами в подготовке профессиональных азербайджанских велосипедистов.
Во второй половине 20-го века активно развился и женский велосипедный спорт — были организованы отдельные турниры для женщин, а также смешанные турниры. В этот же период смешанная сборная велосипедистов из Баку победила на нескольких местных заездах, а также представила Азербайджан на всесоюзных и транс-кавказских гонках.
В это же время азербайджанские велосипедисты впервые приняли участие в зарубежных соревнованиях. Вскоре появились настоящие спортивные «звезды» — Алхас Талыбов, Аладдин Шабанов, Владимир Семергей, Александр Аверин и другие успешно выступили в различных велотурнирах. Алхас Талыбов, Аладдин Шабанов на этих турнирах были награждены медалями и дипломами. Отдельно стоит отметить выступления Аладдина Шабанова, представлявшего Азербайджан на гонках в более чем 50 странах мира и Европы.
После завершения карьеры, Шабанов организовал Музей Велосипедов и Велосипедного Спорта в Бакинском Государственном Университете. Экспозиция музея состоит из материалов, относящихся к истории велосипедного спорта как в Азербайджане, так и во всем мире. Некоторые из экспонатов выставлялись на многих международных конкурсах, в том числе на чемпионатах мира и Европы по велосипедному спорту. Недавно музей отметил своё 40-летие.
С начала 90-х годов, в Азербайджане состоялось множество велосипедных соревнований. Для любителей были организованы районные и городские чемпионаты, лучшие гонщики из которых сражались в чемпионате Азербайджана. В 1991 году в честь 850-летия выдающегося азербайджанского поэта Низами Гянджевя прошла 4000-км велосипедная гонка Санкт-Петербург — Гянджа. В гонке были представлены участники 26 городов России и Азербайджана.
В 1997 году было завершено строительство современного спортивного комплекса, и была основана Азербайджанская национальная федерация велоспорта.
В 2009 году Центральным управлением по делам молодёжи и спорта в Баку вместе с Азербайджанской национальной федерацией велоспорта был организован чемпионат Баку по шоссейным гонкам.
В 2011 году прошёл велосипедный тур памяти общенационального лидера Гейдара Алиева «Большой Кавказ», а в 2012 тур стал ежегодным, позже трансформировавшись в Tour d’Azerbaidjan. Председателем Азербайджанской национальной федерации велоспорта был избран Фазиль Асад оглу Мамедов.

## Предтечи — Международный велосипедный тур памяти Гейдара Алиева
С 9 по 13 мая 2012 года был проведён международный велосипедный тур памяти Гейдара Алиева. Турнир являлся логичным продолжением прошлогоднего турнира «Большой Кавказ», но в отличие от предшественника состоял из пяти этапов, и стал первым профессиональным велотурниром в истории независимого Азербайджана. Соревнования проходили под эгидой UCI в категории 2.2 U23 (для спортсменов младше 23-х лет).
В общей сложности в гонке приняли участие 180 велосипедистов, среди них 16 женщин. Среди участников были представлены 4 национальные, 4 континентальные и 12 клубных команды, по 6 велосипедистов в каждой. Около пятидесяти членов вспомогательного персонала сопровождали спортсменов во время гонки. Мужчины-велосипедисты соревновались в личном и командном зачёте, женщины в личной гонке.
Международный велотур памяти общенационального лидера Гейдара Алиева стартовал на площади Azadlig (площадь Свободы) в Баку.

### Велогонки среди женщин
Первый день соревнований включал в себя велогонку среди женщин. В индивидуальном порядке велосипедистки преодолели 25 км. В соревновании победила велосипедистка из Азербайджана Елена Чалых. Елена Чалых стала обладателем лицензии на Олимпийские игры в Лондоне и пересекла финишную черту, пройдя дистанцию за 34 минуты 57 секунд.

## Участники
| UCI Continental Teams (17)- Efapel-Glassdrive - Bridgestone Anchor - Astana Continental - Synergy Baku Cycling Project - Torku Şekerspor - ISD Continental - Rabobank Continental - Atlas Personal-Jakroo - Leopard-Trek Continental - Polygon Sweet Nice - Rad-net Rose - Team Vorarlberg - Alpha Baltic-Unitymarathons.com - Helicopters - Start-Trigon - J.Jensen-Ramirent - Vélo Club Sovac Национальные сборные (3)- Беларусь - Литва - Австралия Любительские, клубные или региональные команды (2)- Lotto-Belisol U23 - World Cycling Centre |
| |

## Маршрут
Из Баку в Баку. Tour d’Azerbaïdjan стартует в Баку возле Центра Гейдара Алиева. Совершив 11 кругов (157 км), участники финишируют перед зданием Центра.
На втором этапе пелотон стартует от велосипедного парка, расположенного на берегу Каспийского моря в Баку, и направится в сторону Большого Кавказского хребта, где через 183 км финиширует в Исмаиллы.
На третьем этапе участники соревнований из Габалы через Огуз направятся в Шеки, после чего вернутся в Габалу (165 км).
4-й этап стартует в Габале, откуда пелотон направится в Шамаху и через 116 км финиширует в Пиргулинском заповеднике, около знаменитой Обсерватории.
Заключительный этап, состоящий из 12 кругов общей протяжённостью 144 км, пройдёт по центральным проспектам и улицам столицы Азербайджана — Баку.
| Этап | Дата  | Маршрут          | type      | Длина (км) | Победитель          | Лидер генеральной классификации |
| ---- | ----- | ---------------- | --------- | ---------- | ------------------- | ------------------------------- |
| 1    | 1 май | Баку – Баку      | равнинный | 157        | Christoph Schweizer | Christoph Schweizer             |
| 2    | 2 май | Баку – Исмаиллы  | холмистый | 183        | Сергей Гречин       | Сергей Гречин                   |
| 3    | 3 май | Габала – Габала  | горный    | 165        | Виталий Попков      | Сергей Гречин                   |
| 4    | 4 май | Габала – Пиркули | горный    | 116        | Ян Хирт             | Сергей Гречин                   |
| 5    | 5 май | Баку – Баку      | холмистый | 144        | Томас Вайткус       | Сергей Гречин                   |

## Ход гонки

### Этап 1
На первом этапе гонка проходила между 18 мужскими командами, соревновавшимися на 30-километровой дистанции. Российский клуб «Itera-Katusha» стал победителем, пройдя дистанцию за 36 минут 38 секунд. Казахская национальная команда пришла второй, а немецкий клуб «Specialized Concept Store» занял третье место.

### Этап 2
10 мая, в рамках второго этапа тура, велогонщики преодолели 176-километровую дистанцию по маршруту Баку — Исмаиллы, включавшую 3 горных финиша на вершинах Большого Кавказа. Победителем 2 этапа стал испанский велогонщик Рубио Эрнандес. Обладатель первого места преодолел указанную дистанцию за 4 часа 41 минуту и 39 секунд. Лидером в общем зачёте после второго этапа стал Юсиф Региджи.

### Этап 3
3 этап стартовал в городе Габала с пологого участка дистанции протяжённостью 20 километров. Далее гонщики направились в высокогорье в направлении городов Огуз и Шеки. В общем, оставив позади трудную 160-километровую дистанцию, участники соревнования финишировали в Габале. Дмитрий Вернидуб стал обладателем 1 почётного места 3 этапа международного велотура. Лидер зачёта Юсиф Региджи занял второе место, отстав от победителя на метр. Третьим стал украинец Максим Васильев, а сразу за ним финишировал победитель предыдущего этапа — Руби Эрнандес.

### Этап 4
Старт этапа был дан в Исмаилле, после чего пелотон вернулся в Габалу. В рамках каждого круга спортсмены достигли подъёма (высшая точка тура) в 798 метров. В целом, на данном этапе, гонщики преодолели расстояние в 114 км. Геннадий Татаринов, представитель российской команды, стал победителем этапа. Ему удалось преодолеть всю дистанцию за 2 часа 41 минуту и 18 секунд. Максим Васильев занял 2 место. Майдос Телегин из Казахстана занял третье место. Юсиф Региджи удержал лидерство в общем зачёте.

### Этап 5
Участники вернулись в Баку, чтобы дать старт заключительному этапу соревнований. На последнем этапе гонка вышла на финишную прямую после того, как велосипедисты преодолели 10 кругов по центральным улицам Баку. Нурполад Гулубетов из Казахстана занял 1 место на этом этапе велотура. Он преодолел дистанцию за 2 часа 57 минут и 16 секунд. Геннадий Татаринов, победитель предыдущего этапа, оказался на втором месте. Иссьяка Сиссе из Кот д’Ивуара пересёк финишную линию третьим.

### Победители
Юсиф Региджи, который удерживал лидерство в общем зачёте со 2 этапа, уверенно остался на своей позиции. Алжирскому спортсмену, награждённому голубой майкой, удалось выиграть в гонку в общем индивидуальном зачёте. Максим Васильев, набрав максимальное количество очков, получил зелёную майку лучшего спринтера, а Бахтыяр Гозатаев, — красную майку победителя в горной номинации. В командном зачёте первое место заняла российская команда «Itera-Katusha» (43.51.04), World Cycling Centre оказались на втором месте (43.51.20), а украинцы ISD «Donetsk region» — на третьем (43.52.50).
Пэт МакКуайд, президент UCI, тепло поприветствовал и поздравил победителя и призёров, подчеркнув, что соревнования прошло на высочайшем уровне, с соблюдением всех международных стандартов. Велосипедная федерация Азербайджана сделала все возможное, чтобы провести столь значимое международное событие на достойном уровне и в соответствии со всеми мировыми требованиями.

## Лидеры классификаций
| Этап |           | Победитель _        | Генеральная классификация _ |
| ---- | --------- | ------------------- | --------------------------- |
| 1    | равнинный | Christoph Schweizer | Christoph Schweizer         |
| 2    | холмистый | Сергей Гречин       | Сергей Гречин               |
| 3    | горный    | Виталий Попков      | Сергей Гречин               |
| 4    | горный    | Ян Хирт             | Сергей Гречин               |
| 5    | холмистый | Томас Вайткус       | Сергей Гречин               |
| Итог | Итог      |                     | Сергей Гречин               |

## Итоговое положение
| \| Генеральная классификация \| Генеральная классификация \| Генеральная классификация \| Генеральная классификация \| Генеральная классификация \| \| Гонщик \| Гонщик \| Команда \| Время \| \| \| ------------------------- \| ------------------------- \| ------------------------- \| ------------------------- \| ------------------------- \| \| 1-й \| Сергей Гречин \| Torku Şekerspor \| 18ч 35' 31 \| \| \| 2-й \| Александр Суроткович \| \| + 54 \| \| \| 3-й \| Бахтияр Кожатаев \| Astana Continental \| + 54 \| \| |                      |                    |            |
| |                      |                    |            |
| |                      |                    |            |
| Генеральная классификация |                      |                    |            |
| Гонщик | Гонщик               | Команда            | Время      |
| 1-й | Сергей Гречин        | Torku Şekerspor    | 18ч 35' 31 |
| 2-й | Александр Суроткович |                    | + 54       |
| 3-й | Бахтияр Кожатаев     | Astana Continental | + 54       |

| Очковая классификация | Очковая классификация | Очковая классификация        | Очковая классификация | Очковая классификация |
| Гонщик                | Гонщик                | Команда                      | Очки                  |                       |
| --------------------- | --------------------- | ---------------------------- | --------------------- | --------------------- |
| 1-й                   | Christoph Schweizer   | Synergy Baku Cycling Project | 40 очков              |                       |
| 2-й                   | Виталий Попков        |                              | 35 очков              |                       |
| 3-й                   | Максим Аверин         | Atlas Personal-Jakroo        | 32 очков              |                       |

| Очковая классификация | Очковая классификация | Очковая классификация        | Очковая классификация | Очковая классификация |
| Гонщик                | Гонщик                | Команда                      | Очки                  |                       |
| --------------------- | --------------------- | ---------------------------- | --------------------- | --------------------- |
| 1-й                   | Christoph Schweizer   | Synergy Baku Cycling Project | 40 очков              |                       |
| 2-й                   | Виталий Попков        |                              | 35 очков              |                       |
| 3-й                   | Максим Аверин         | Atlas Personal-Jakroo        | 32 очков              |                       |

| Горная классификация | Горная классификация | Горная классификация     | Горная классификация | Горная классификация |
| Гонщик               | Гонщик               | Команда                  | Очки                 |                      |
| -------------------- | -------------------- | ------------------------ | -------------------- | -------------------- |
| 1-й                  | Connor McConvey      |                          | 15 очков             |                      |
| 2-й                  | Ян Хирт              | Leopard-Trek Continental | 12 очков             |                      |
| 3-й                  | Рикардо Вилела       | Efapel-Glassdrive        | 11 очков             |                      |

| Горная классификация | Горная классификация | Горная классификация     | Горная классификация | Горная классификация |
| Гонщик               | Гонщик               | Команда                  | Очки                 |                      |
| -------------------- | -------------------- | ------------------------ | -------------------- | -------------------- |
| 1-й                  | Connor McConvey      |                          | 15 очков             |                      |
| 2-й                  | Ян Хирт              | Leopard-Trek Continental | 12 очков             |                      |
| 3-й                  | Рикардо Вилела       | Efapel-Glassdrive        | 11 очков             |                      |

| Командная классификация по времени | Командная классификация по времени | Командная классификация по времени | Командная классификация по времени |
| Команда                            | Команда                            | Время                              |                                    |
| ---------------------------------- | ---------------------------------- | ---------------------------------- | ---------------------------------- |
| 1-й                                | Efapel-Glassdrive                  | 56ч 02' 10                         |                                    |
| 2-й                                | Bridgestone Anchor                 | + 26                               |                                    |
| 3-й                                | Astana Continental                 | + 38                               |                                    |